# Holland Open
Stichting Holland Open was een Nederlands platform voor opensourcesoftware, open standaarden en open content. HollandOpen was actief vanaf 2005. Na 2008 heeft de stichting zelf geen activiteiten meer ontplooid en vanaf 2012 werd ook de website niet meer onderhouden. De stichting werd uitgeschreven bij de Kamer van Koophandel.

## Statuten
In de statuten van de Stichting werd de doelstelling in de volgende vier punten geformuleerd: 
- Het bepleiten van open standaarden in alle vormen van informatietechnologie, het bevorderen van open informatieverwerking, alsmede het stimuleren van open-sourcesoftware en open content.
- Het behartigen van de belangen van de organisaties, bedrijven, personen en open-sourcegemeenschappen die deze doelstelling onderschrijven.
- Het aan zich binden van de diverse lokale en sectorale initiatieven en deze een plek te bieden voor kennisuitwisseling, in de breedste zin van het woord.
- Als contactpunt te functioneren voor soortgelijke initiatieven in andere landen.

## Projecten
HollandOpen richtte zich op het geven van voorlichting, kennisverspreiding en het organiseren van activiteiten om het open gedachtegoed te bevorderen.

### Conferentie HollandOpen
HollandOpen organiseerde van 2005 tot 2008 jaarlijks een conferentie.

### Programmeerzomer
Het HollandOpen Software Platform organiseerde in 2007 samen met Finalist IT Group de Nederlandse variant van de Google Summer of Code: Programmeerzomer. De doelstelling van de Programmeerzomer was om Nederlandse studenten gedurende de zomer te laten werken aan een open-sourceproject van hun keuze.

### HollandOpen Netwerkborrel
HollandOpen organiseerde iedere derde dinsdag van de maand een thematische netwerkborrel. Tijdens de borrels bracht HollandOpen door middel van korte presentaties actuele thema's onder de aandacht.